# Die Welt am Montag
Die Welt am Montag – Unabhängige Zeitung für Politik und Kultur war eine Wochenzeitung in Berlin, die von 1896 bis 1933 erschien.

## Geschichte
1896 gründete der nationalliberale Publizist Adolf Damaschke die Wochenzeitung Welt am Montag. Sie erschien jeweils Montag früh und berichtete über die Ereignisse der vorangegangenen Woche.
Für sie schrieben auch bekannte Kulturpublizisten wie Erich Mühsam oder Siegfried Jacobsohn.
Im März 1933 musste die Zeitung ihr Erscheinen einstellen, die Mitarbeiter emigrierten oder wurden später inhaftiert.

## Persönlichkeiten
- Adolf Damaschke, Eigentümer
- Hellmut von Gerlach, Chefredakteur, 1898–1901, 1906–
- Hans Leuss, 1919 – Mitherausgeber
- Erich Mühsam, Kulturpublizist
- Siegfried Jacobsohn, Theaterkritiker
- Salomon Dembitzer, Kulturpublizist